# هولو سلانگور
هولو سلانگور منطقه‌ای در ایالت سلانگور، مالزی است. شهر اصلی این منطقه کوالا کوبو باهرو است. از سایر شهرهای مهم منطقه می‌توان به باتانگ کالی، سرنداه و بندر سونگای بوآیا و بوکیت برونتونگ اشاره کرد.
رودخانه سلانگور در راه خود از این منطقه گذر می‌کند.